# D.J. Strawberry
Darryl Eugene "D. J." Strawberry, Jr. (Nueva York, 15 de junio de 1985) es un jugador de baloncesto estadounidense que pertenece al Zamalek SC de la Primera División de baloncesto de Egipto. Mide 1,96 metros, y juega en la posición de alero. Representa a Camerún a nivel internacional.

## Trayectoria deportiva

### Universidad
Jugó durante tres temporadas con los Terrapins de la Universidad de Maryland, alternando las posiciones de base y de escolta. En su última temporada promedió 14,9 puntos, 4,4 rebotes, 3,5 asistencias y dos robos de balón por partido, siendo elegido en el segundo mejor quinteto de la Atlantic Coast Conference.

### Profesional
Fue elegido en el puesto 59 y penúltimo del Draft de la NBA de 2007 por los Phoenix Suns, equipo con el que firmó un contrato de dos años el 28 de agosto.
El 25 de agosto de 2008 fue traspasado a Houston Rockets por Sean Singletary, siendo cortado poco antes del comienzo de la temporada 2008-09.
En la temporada 2011/12 el jugador llega al Hapoel Jerusalem B.C.. El exjugador de la Universidad de Maryland, que jugó 33 partidos en la NBA con los Phoenix Suns continúa su carrera overseas tras jugar en las filas del Lietuvos rytas, con el que disputó la Euroliga y fue campeón de Copa y subcampeón de Liga.
Prosiguió su carrera en Croacia para jugar en Cibona Zagreb la temporada 2012/13 y Capitanes de Arecibo en 2013. Regresó al club croata la temporada 2013/14 tras su periplo en Puerto Rico en una liga que se disputa en verano, aunque en diciembre se marchó al Pau-Orthez francés. 
En 2014 volvió a la liga puertorriqueña, esta vez con Piratas de Quebradillas, para en la temporada 2014/15 fichar por el Pınar Karşıyaka turco, con el que ganó la liga y desde el que dio el salto al Olympiacos B.C. griego la temporada 2015/16, donde repitió título. 
Más tarde, regresó a Turquía para jugar en las filas del Beşiktaş, el único equipo en el que permanecería dos temporadas consecutivas desde 2016 a 2018.
En el verano de 2018 ficha por el Herbalife Gran Canaria, de la Liga Endesa con el que jugó 34 partidos y promedió 10 puntos por partido en 23 minutos de media, participando también en la Euroleague con el equipo canario.
Disputa la temporada 2019/20 en el Orléans Loiret Basket, que acabó en el puesto trece del torneo galo, donde logró 13 puntos y 2,3 rebotes en 19 partidos y 27,8 minutos de media.
En mayo de 2020, firma por el UCAM Murcia CB de la Liga Endesa por una temporada.
El 6 de diciembre de 2021, firma por el Orléans Loiret Basket de la LNB Pro A.
El 30 de enero de 2022, tras jugar 6 partidos con el Orléans Loiret Basket, abandona el club galo para firmar por el Zamalek SC de la Primera División de baloncesto de Egipto.

### Selección nacional
Strawberry integró la selección de baloncesto de Camerún como jugador nacionalizado, disputando el AfroBasket 2021.

## Estadísticas

### Temporada regular
| Año     | Equipo  | PJ | PT | MPP | %TC  | %3P  | %TL  | RPP | APP | ROB | TPP | PPP |
| ------- | ------- | -- | -- | --- | ---- | ---- | ---- | --- | --- | --- | --- | --- |
| 2007–08 | Phoenix | 33 | 0  | 8.2 | .315 | .240 | .474 | .8  | .9  | .4  | .2  | 2.2 |
| Total   |         | 33 | 0  | 8.2 | .315 | .240 | .474 | .8  | .9  | .4  | .1  | 2.2 |

### Playoffs
| Año     | Equipo  | PJ | PT | MPP | %TC  | %3P  | %TL  | RPP | APP | ROB | TPP | PPP |
| ------- | ------- | -- | -- | --- | ---- | ---- | ---- | --- | --- | --- | --- | --- |
| 2007–08 | Phoenix | 1  | 0  | 5.0 | .000 | .000 | .000 | 1.0 | .0  | .0  | .0  | .0  |
| Total   |         | 1  | 0  | 5.0 | .000 | .000 | .000 | 1.0 | .0  | .0  | .0  | .0  |